# Культура Вьетнама

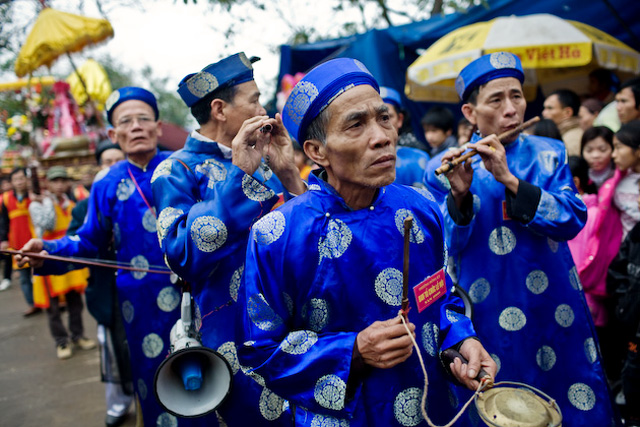
Несколько вьетнамцев исполняют традиционную музыку на деревенском фестивале в Бакнине.

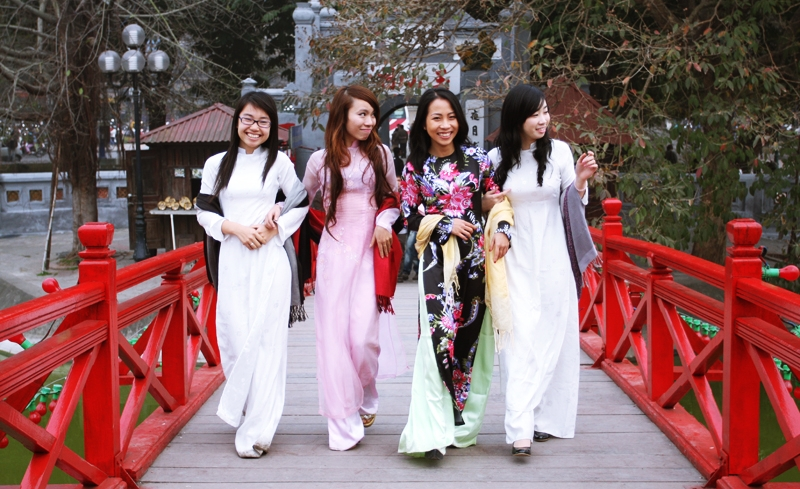
Девушки в национальных костюмах аозай на озере Хоанкьем.

Культура Вьетнама (вьет. Văn hóa Việt Nam) является одной из старейших в Азии, и берёт своё начало в донгшонской культуре бронзового века. Из-за территориальной близости с Китаем, а, следовательно, частых контактов с китайской культурой, Вьетнам считается частью юго-восточноазиатской культурной сферы.
Получив независимость в десятом веке, Вьетнам начал экспансию на юг, окончившуюся захватом Тямпы и части Камбуджадеши, что привело к изменению местной культуры.
Во время французского колониального периода вьетнамская культура испытала сильное влияние европейской культуры, включая распространение католицизма и латинизированный алфавит куокнгы; Вьетнам является единственной страной Индокитая с официальной письменностью на основе латиницы.
После свержения монархии в 1945 году — на Севере, а после объединения страны в 1976 году — во всём Вьетнаме культурная жизнь стала диктоваться государством. На протяжении десятилетий поддерживалось культурное влияние лишь социалистических и коммунистических стран: СССР, КНДР, Кубы и прочих. С 1990-х годов Вьетнам вновь попал в поле зрения мировых культурных тенденций.
Некоторые элементы культуры страны считаются характеристическими: культ предков, традиционные семейные и общинные ценности, ремёсла, направленность на обучение. Важными символами вьетнамской культуры являются драконы, черепахи, лотосы и бамбук.

## Религия и философия

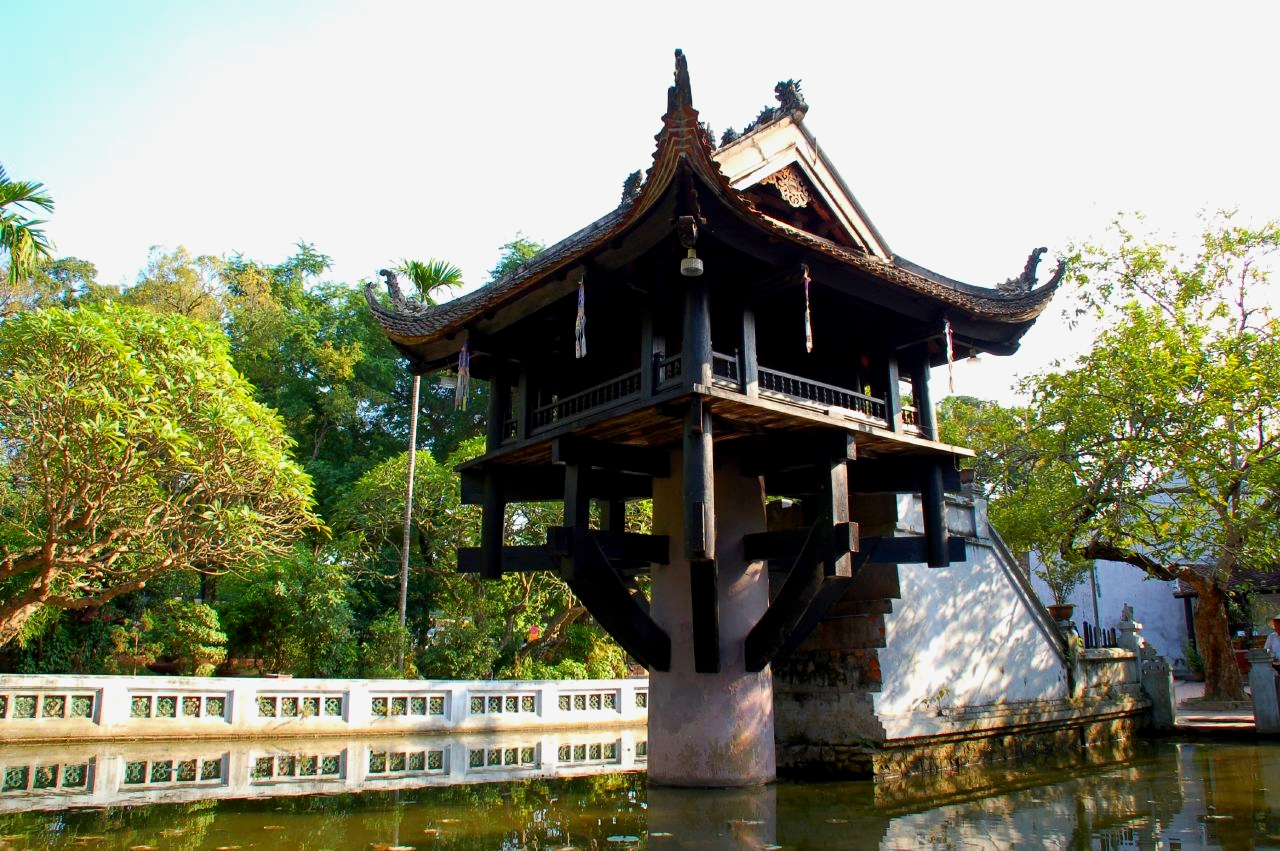
Пагода на одном столбе, ханойский буддийский храм

Основные религиозные течения Вьетнама — буддизм, конфуцианство и даосизм, их совокупность называют там зяо (tam giáo), «тройная религия». Распространено христианство, в особенности католицизм. Последователи ислама — в основном тямы. Иудеев во Вьетнаме всего около трёх сотен.
Во Вьетнаме, как и в Японии, существуют сложности с определением религиозного статуса населения: многие не могут точно указать, какую религию исповедуют.
Кроме вышеперечисленных, во Вьетнаме распространён культ предков, а также анимизм: большинство вьетнамцев, вне зависимости от религиозной принадлежности, практикуют ритуалы культа предков и имеют алтарь дома или на работе.
Кроме обязательств перед семьёй и родом во Вьетнаме важная роль отводилась образованию. Учёные в древности находились на вершине общества, а люди незнатного происхождения могли повысить социальный статус исключительно с помощью учёбы и сдачи императорских экзаменов, аналогично мандаринам. Успешная сдача экзаменов могла открыть двери карьере и привести к власти и престижу.

## Искусство
Искусство Вьетнама — искусство, авторами произведений которого являются жители Вьетнама, а также эмигранты и их потомки. К искусству Вьетнама также причисляют древние произведения, которые появились до того, как у Вьетнама появилась государственность, например, донгшонские барабаны.

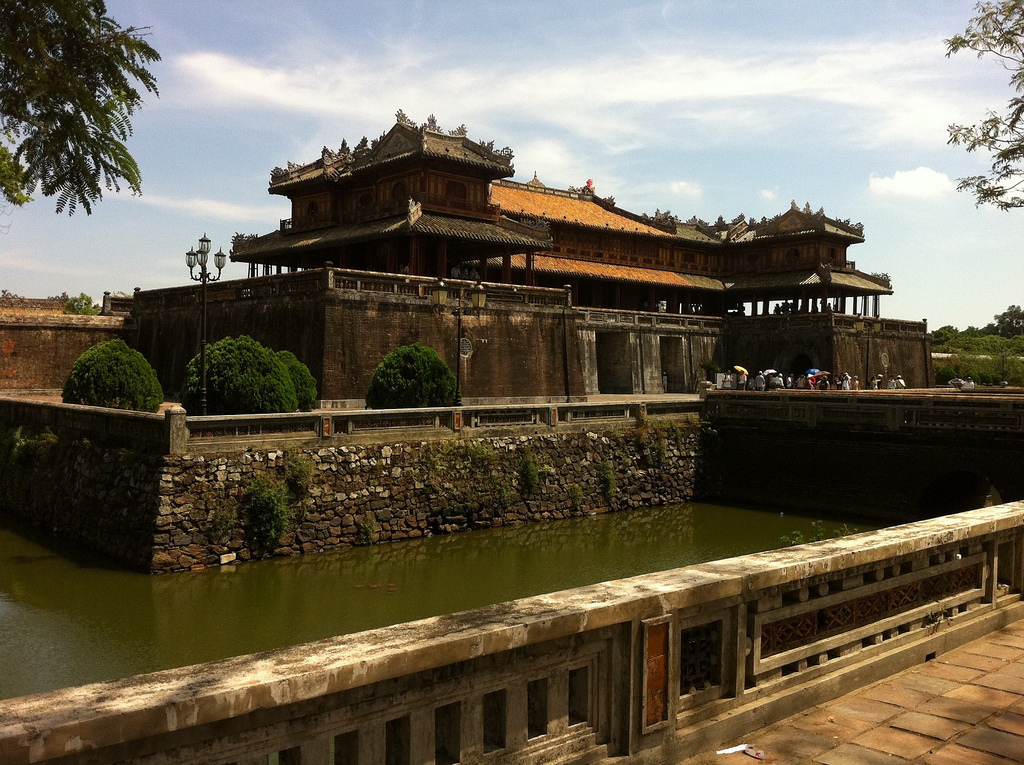
Ворота Нгомон, ведущие в город Хюэ — пример архитектуры династии Нгуен

На протяжении своей истории вьетнамское искусство испытывало влияние со стороны буддийского искусства Китая, тямского индуистского искусства, а в XIX—XX веках — искусства Франции.
Китайское влияние на вьетнамское искусство было наиболее значительным. Сферы влияния включают керамику и горшечное дело, каллиграфию и архитектуру.

### Литература

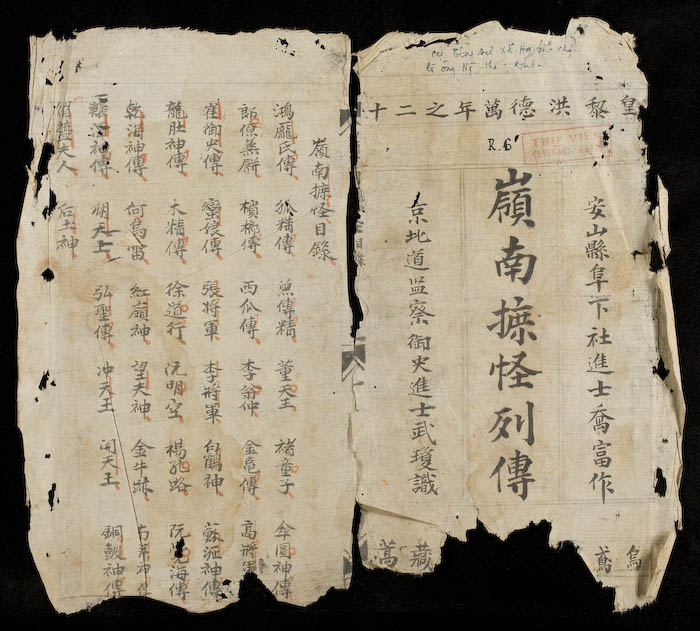
, Возрождённая династия Ле

### Изобразительные искусства
Знаменитые художники Вьетнама — Ван Као, Буи Суан Фай (Bùi Xuân Phái), Хоанг Хонг Кам (Hoàng Hồng Cẩm), Конг Куок Ха (Công Quốc Hà) и Май Чунг Тхы (Mai Trung Thứ). Значительную роль в современном вьетнамском искусстве играет объединение Nha San Collective.

#### Каллиграфия
Вьетнамская каллиграфия имеет древнюю историю. До XX века вьетнамские каллиграфы пользовались китайскими и собственно вьетнамскими иероглифами, однако после перехода на латинизированную письменность большинство каллиграфов перешло на национальное письмо.
Даже во времена, когда знание иероглифической письменности было уделом немногих образованных учёных и чиновников, каллиграфия играла важную роль в жизни вьетнамцев. На праздники, например, Новый год, люди приходили к своему местному учителю или учёному за каллиграфической надписью, которую вешали на стену дома.

### Изящные искусства

#### Музыка

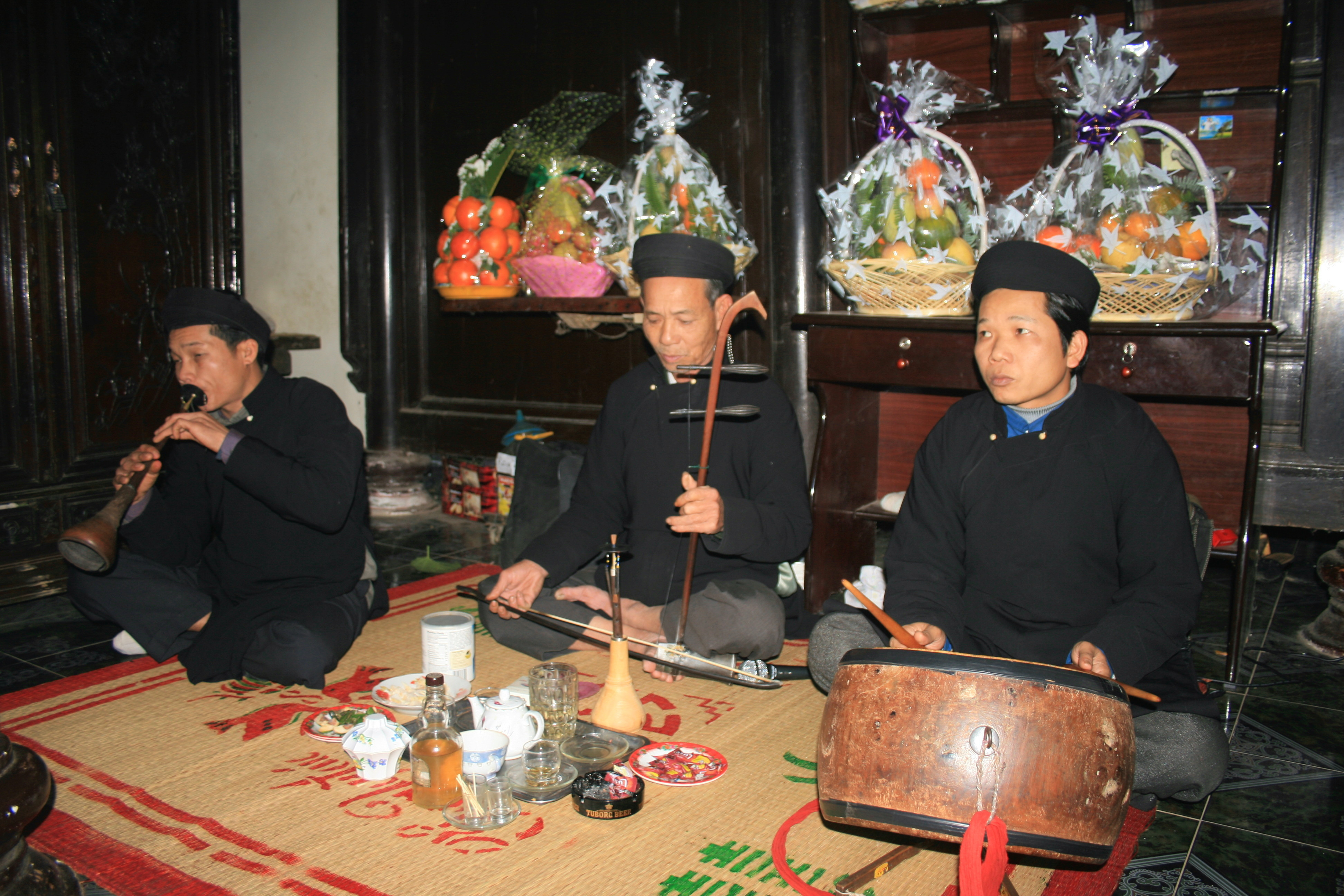
Вьетнамские музыканты. Слева — кен, в центре — данни, справа барабанщик

Музыка Вьетнама отличается в трёх регионах страны: северном (Bắc, бак), центральном (Trung, чунг) и южном (Nam, нам). Северная музыка — наиболее древняя и самая официальная. Классическая музыка в китайском стиле появилась в одно из монгольских вторжений во Вьетнам, когда вьетнамцы захватили в плен китайскую оперную труппу. Музыка центрального региона испытала влияние тямской культуры и её мелодического строя.
Существует около 50 национальных вьетнамских инструментов, включая ударные, бронзовые барабаны «чонгдонг», гонги, данда (литофоны), дантрынг (đàn t’rưng); деревянные духовые флейта шао, гобои кэнбау кэндамма, губной орга́н народа эде дингнам (đing năm) и орга́н мнонгов мбоат (M’boắt); струнно-щипковые: однострунный данбау (đàn bầu), цитра данчань (đàn tranh), дандай (đàn đáy) дантинь (đàn tính), близкий к сямисэну дантам (đàn tam) струнно-смычковый дангао (đàn gáo), хмонгский варган данмой и другие.
Вьетнамские народные песни разнообразны как по форме, так и мелодически, наиболее известны жанры «чтение поэзии» (ngâm thơ, нгамтхо), колыбельные (hát ru, хатру), хоралы (hò, хо), сам (xẩm), тяуван (chầu văn) и качу.
Наиболее известны среди них придворная музыка няняк (nhã nhạc) и камерная музыка качу, работа исполнительниц которой аналогична работе гейш.

#### Театр

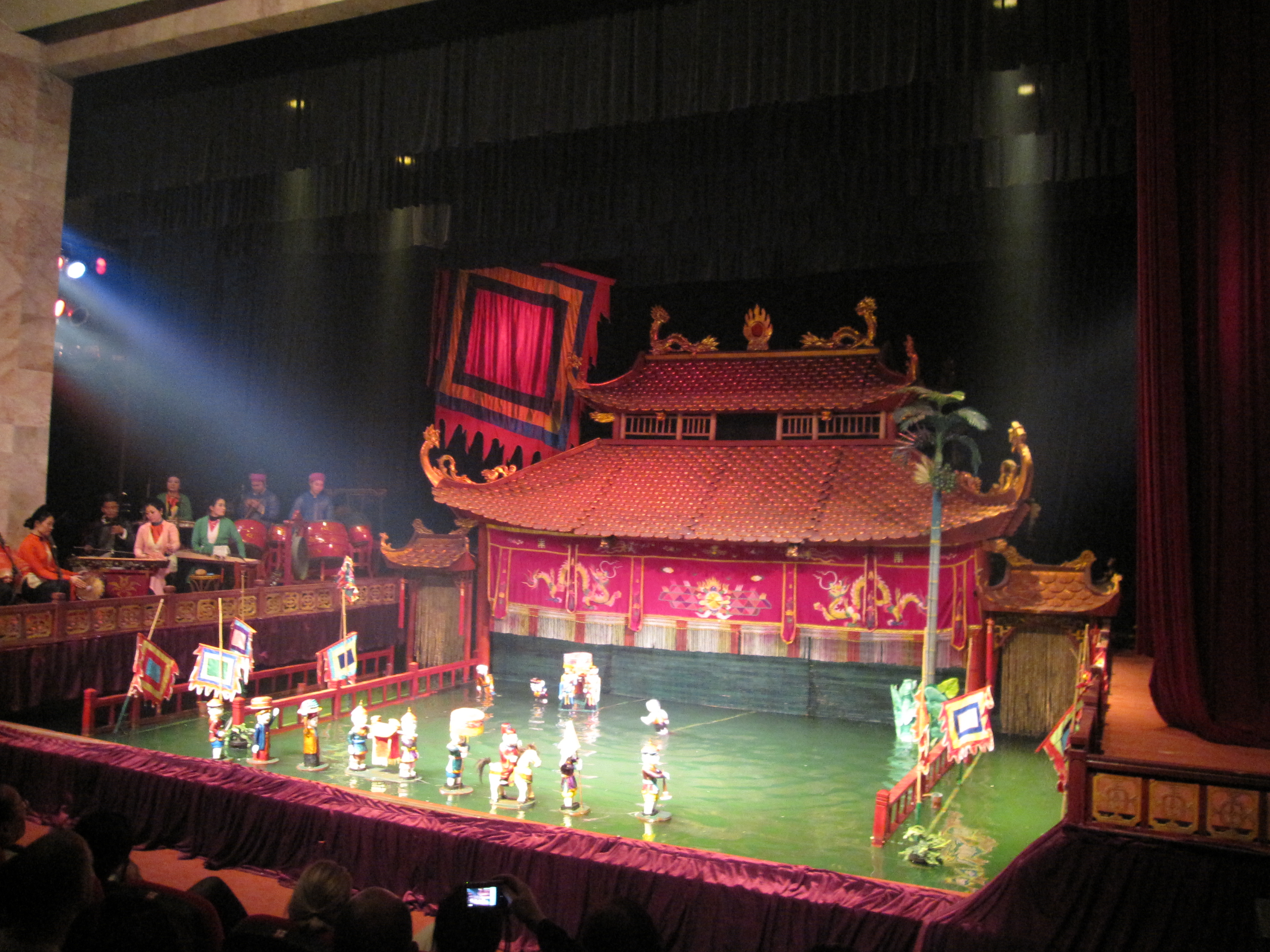
Театр водяных марионеток в Ханое.

Как и в остальных видах искусств, во вьетнамском театре развивались как собственные, так и заимствованные из Китая и позднее из Европы жанры:
- Тео — сатирический северовьетнамский крестьянский театр, представления часто сопровождаются танцем. Представления полупрофессиональных трупп традиционно проходят на деревенской площади, однако с увеличением интереса к жанру появились профессиональные труппы, выступающие на сцене.
- Туонг — вьетнамский вариант китайской оперы, изначально исполнявшийся при дворе, но позже ушедший в народ.
- Театр кукол на воде (Múa rối nước) — исконно вьетнамское искусство, водяные марионетки.
- Вонгко[6] — полусамодеятельный театр на основе народного театра, предшественник театра кайлыонг.
- Кайлыонг — «обновлённый» театр, современная фольклорная опера, появившаяся на юге страны.
- Китьной[7][8] — современный «разговорный» театр, или театр классической вьетнамской драмы.

##### Водяные марионетки
Театр кукол на воде (múa rối nước, муа зой ныок) — исконно вьетнамское искусство, появившееся в X веке. Представление проходит в воде, марионетками управляют через спрятанные под ними тонкие шесты. Наиболее популярны сюжеты по мотивам традиционного эпоса. Самих марионеток изготовляют из дерева, обычно — джекфрутового, а затем покрывают несколькими слоями водонепроницаемой краски.
Вьетнамское правительство спасло это искусство от исчезновения, признав частью культурного наследия страны. Кроме того, водяные марионетки очень популярны среди туристов. Марионеточников обучают в сельских районах страны.

#### Танец
Во Вьетнаме проживает 54 официально признаваемых народа, и у каждого есть национальные танцы. Некоторые из них исполняются (исполнялись) при дворе или на праздники, как, например, танец льва.

### Боевые искусства

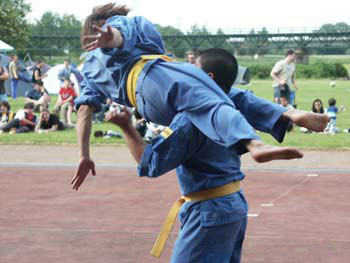
Демонстрация вовинам, Германия.

Благодаря постоянным военным конфликтам во Вьетнаме появилось множество стилей боевых искусств (Võ-Thuật), в основном, основанных на китайских боевых искусствах. Наиболее известны стили вовинам (Võ Việt Nam Việt Võ Đạo), вобиньдинь (Võ Bình Định) и куанкхидао (Quán Khí Đạo).

### Новые искусства
В XX веке вслед за Западной цивилизацией во Вьетнаме появились разнообразные новые искусства: фотография, кино и телевидение. На начало 1997 года во Вьетнаме была 191 профессиональная художественная организация, 26 киностудий.

## Обычаи и традиции

### Кухня

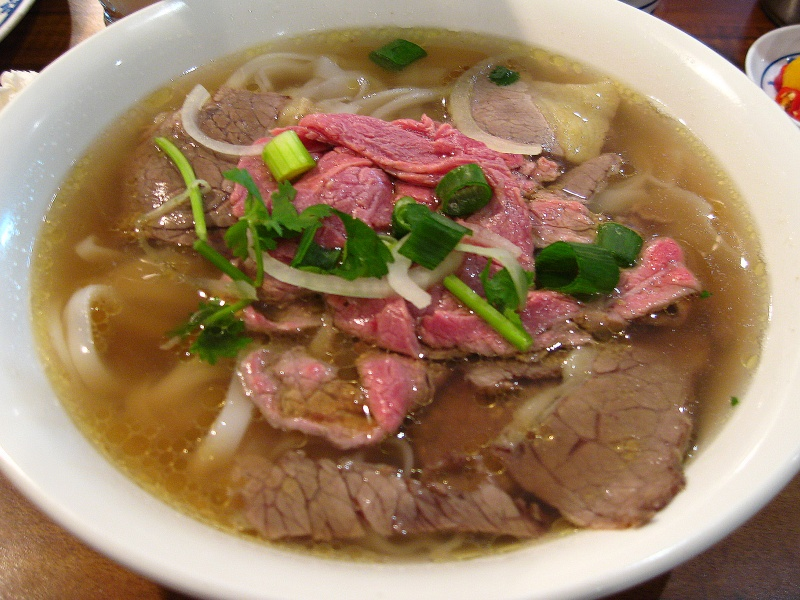
Фо, суп с лапшой и говядиной.

Вьетнамская кухня очень разнообразна, и, как и многое во Вьетнаме, может быть поделена на три основных направления по географическому признаку. Вьетнамские блюда редко содержат растительное масло, а основными ингредиентами являются овощи, рис, соевый соус и ныокмам. Типичные вкусы — сладкий, острый, кислый и умами. Для украшения блюд в них добавляют много зелени и трав, особенно часто — мяту, лемонграсс и базилик.
В местной кухне множество блюд с лапшой, как жидких, так и без бульона. Одно из наиболее знаменитых вьетнамских блюд — суп фо, приготавливаемый на говяжьем или курином бульоне с рисовой лапшой. В готовую порцию добавляют бобовые ростки и зелёный лук, а также выжимают сок дольки лимона.

### Одежда

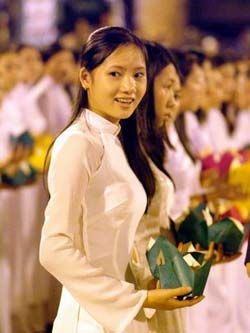
Простой белый аозай студентки носят в качестве формы

В Средневековье одежда была очень важным социальным маркером, существовали строгие правила, регламентировавшие костюм. Простолюдинам было запрещено носить яркие цвета, в некоторые периоды разрешались только чёрный, коричневый и белый цвета.
Аотытхан, «платье из четырёх частей», вместе с майкой-передником йем (yếm) носили простые женщины. Крестьяне одевались в пижамообразные шёлковые костюмы, называемые на севере аокань (áo cánh), а на юге — аобаба (áo bà ba).
Обычные головные уборы крестьян — обёрнутая вокруг головы полоска парчи «кхандонг» (khăn đống) и шляпа нонла. Обуви простые вьетнамцы не носили.
Монархи могли носить запрещённые остальным слоям населения золотые одежды, а знать — красные и багряные. Фасоны и цвета одеяний зависели от текущей даты и положения носителя.
Самый известный в мире и популярный среди населения вьетнамский костюм называется аозай (áo dài). Существуют как женские, так и мужские виды аозай, однако в XX веке его стали носить в основном женщины. Аозай состоит из длинного платья с разрезами по бокам и просторных брюк.
В повседневной жизни традиционную одежду во Вьетнаме вытеснила западная, единственным исключением является аозай.

### Праздники и памятные даты
Во Вьетнаме существует множество фестивалей и традиционных праздников, многие из которых насчитывают более тысячи лет истории. Самыми важными среди них являются Тет и праздник середины осени. Ниже приведены общенациональные праздники.
| Дата                                                                                              | Русское название                | Вьетнамское название  | Описание |
| ------------------------------------------------------------------------------------------------- | ------------------------------- | --------------------- | --- |
| 1 января                                                                                          | Новый год                       | Tết dương lịch        | |
| Последний день последнего месяца лунного календаря — третий день первого месяца лунного календаря | Тет                             | Tết Nguyên Đán        | Вьетнамский Новый год, крупнейший праздник Вьетнама. Приходится на конец января — начало февраля.                   |
| 10 день третьего лунного месяца                                                                   | День поминовения королей Хунгов | Giỗ tổ Hùng Vương     | Установлен в 2007 году в память о легендарных королях Хунгах — правителях первого вьетнамского государства Ванланг. |
| 30 апреля                                                                                         | День победы (День объединения)  | Ngày giải phóng       | Взятие Сайгона и объединение Вьетнама в 1975 году.                                                                  |
| 1 мая                                                                                             | Первое мая                      | Ngày Quốc tế Lao động | |
| 2 сентября                                                                                        | День независимости              | Quốc khánh            | Провозглашение независимости Вьетнама и образование Демократической Республики Вьетнам                              |

### Семейные связи

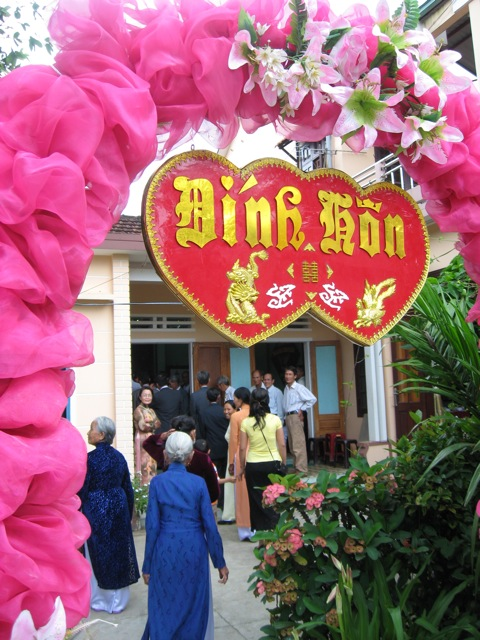
Церемония помолвки в Куангнаме

Родственные узы играют важную роль во Вьетнаме. В отличие от европейской культуры, сфокусированной на индивидуализме, во Вьетнаме родовая община главенствует над семьёй. Это отличает Вьетнам и от Китая, так как там семья находится на первом месте. У каждого клана есть алтарь и патриарх.
Большинство жителей небольших деревень — кровные родственники. Это можно видеть и по названиям таких местечек: Дангса (Đặng Xá) — «место, где живут Данги», Тяуса (Châu Xá) — «место, где живут Тяу», и так далее. В большинстве сельских районов по три—четыре поколения живут в общинном доме.
Из-за важности, которую для вьетнамцев имеют родственные связи, в обществе имеется сложная иерархическая система отношений. Считается, что в клане должно быть девять поколений, от прапрародителей до праправнуков. При этом место в иерархии определяется не по возрасту: поздние, младшие по возрасту, дети старшего брата будут считаться «старшими» по отношению к ранним детям младшего брата.
Такая модель отношений в семье привела к появлению множества гонорификов и сложной системы местоимений.

### Свадьба
Традиционная вьетнамская свадьба — одно из наиболее значительных событий во Вьетнаме. Несмотря на вестернизацию, многие старинные традиции соблюдаются как жителями Вьетнама, так и вьеткьеу.

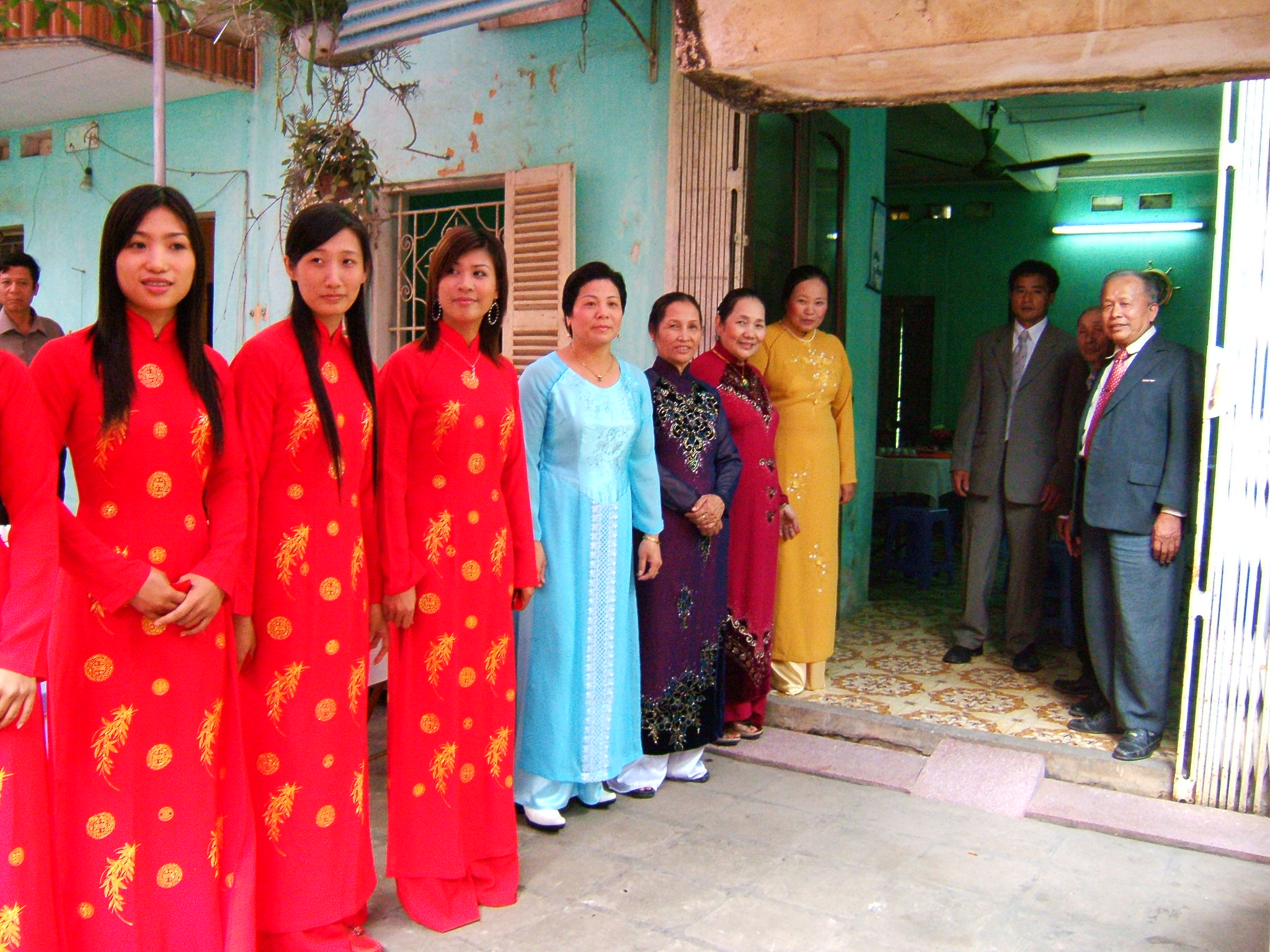
Семья невесты встречает жениха на церемонии помолвки.

До XX века вьетнамцы вступали в брак рано, свадьбы организовывали родители и члены семьи, сами же молодожёны правом голоса почти не обладали. В современном Вьетнаме эта традиция отошла в прошлое, и вьетнамцы выбирают себе партнёров сами.
Свадебный обряд разнится у разных народов Вьетнама, однако обычно включает две церемонии:
- Ле анхой (Lễ Ǎn Hỏi) — церемонию помолвки: за некоторое время до свадьбы жених со своей семьёй посещает семью невесты с круглыми лакированными коробочками, в которых находятся свадебные подарки. Количество коробочек обязательно должно быть нечётным. Обычные подарки — орехи арековой пальмы, листья бетеля (эти два непременных атрибута свадьбы вошли в поговорку «вопросы бетеля и арека (chuyện trầu cau, тюен чау кау) — «свадебные дела»), чай, пироги, фрукты, вино, другие деликатесы и деньги. Подарки накрывают красной тканью, а несут их ещё не вступившие в брак члены семьи обоих полов. Семьи назначают дату свадьбы.
- Ле кыой (Lễ Cưới) — свадьба: в день свадьбы жених со своей семьёй снова приезжает к невесте, чтобы попросить её родственников отдать свою дочь в их дом. На празднование свадьбы приглашают гостей. Жених и невеста молятся перед алтарём, спрашивая у предков разрешения на женитьбу, а также выражают благодарность родителям пары.

### Похороны

#### Поминки
Когда во Вьетнаме кто-то умирает, его семья устраивает пяти- или шестидневные поминки, их продолжительность может увеличиваться, если кому-то требуется время на приезд. Тело покойного обмывают и одевают. Между зубов помещают палочку, в рот кладут щепотку риса и три монеты. Тело укладывают на травяную подстилку на землю, согласно пословице «рождённый землёй должен вернуться в неё». Тело оборачивают белой тканью и кладут в гроб, после чего захороняют.

#### Захоронение
Семья, одетая в простые туники и тюрбаны из тонкой сетки, проводит либо традиционный, либо современный похоронный ритуал.
- Традиционные похороны: тщательно выбираются дата и время погребения. Друзья и родственники сопровождают покойного к кладбищу, по пути бросая жертвенные предметы. На кладбище гроб хоронят. После трёхдневного траура семья вновь посещает кладбище для поклонения открытию могилы. Через 49 дней на семейный алтарь перестают класть рис за умершего. Через 100 дней празднуется день «окончания слёз» (tốt khốc, тот кхок). Через год отмечается годовщина смерти, а через два года — окончание траура.
- Современные похороны: вьетнамские похороны по современному обряду включают только покрытие тела тканью, положение во гроб, похоронную процессию, захоронение гроба и посещения могилы.

Семья покойного через сто дней выполняет ритуал бдения, все члены семьи сидят по парам в линию. Приглашённый монах помещает небольшой кусок хлопка на голову каждого члена семьи, звонит в колокольчик и поёт, вращая колокольчик над головой умершего. Считается, что это открывает путь назад, к жизни. Ветка бамбука с листьями на вершине и прикреплёнными бумажками с именем умершего начинает качаться, когда покойный возвращается. Считается, что в этот день душа умершего может вселиться в одного из родственников и поговорить с остальными.
Подготовка к этому ритуалу занимает целый день, молитвы и песнопения перед вселением продолжаются 6 часов. После ритуала родственники сжигают бумажный дом и сделанные из бумаги вещи, которые могут пригодиться покойному в следующей жизни.

## Мировое наследие во Вьетнаме
Во Вьетнаме расположено несколько материальных объектов мирового культурного и природного наследия, а также объекты нематериального наследия:

### Материальное наследие

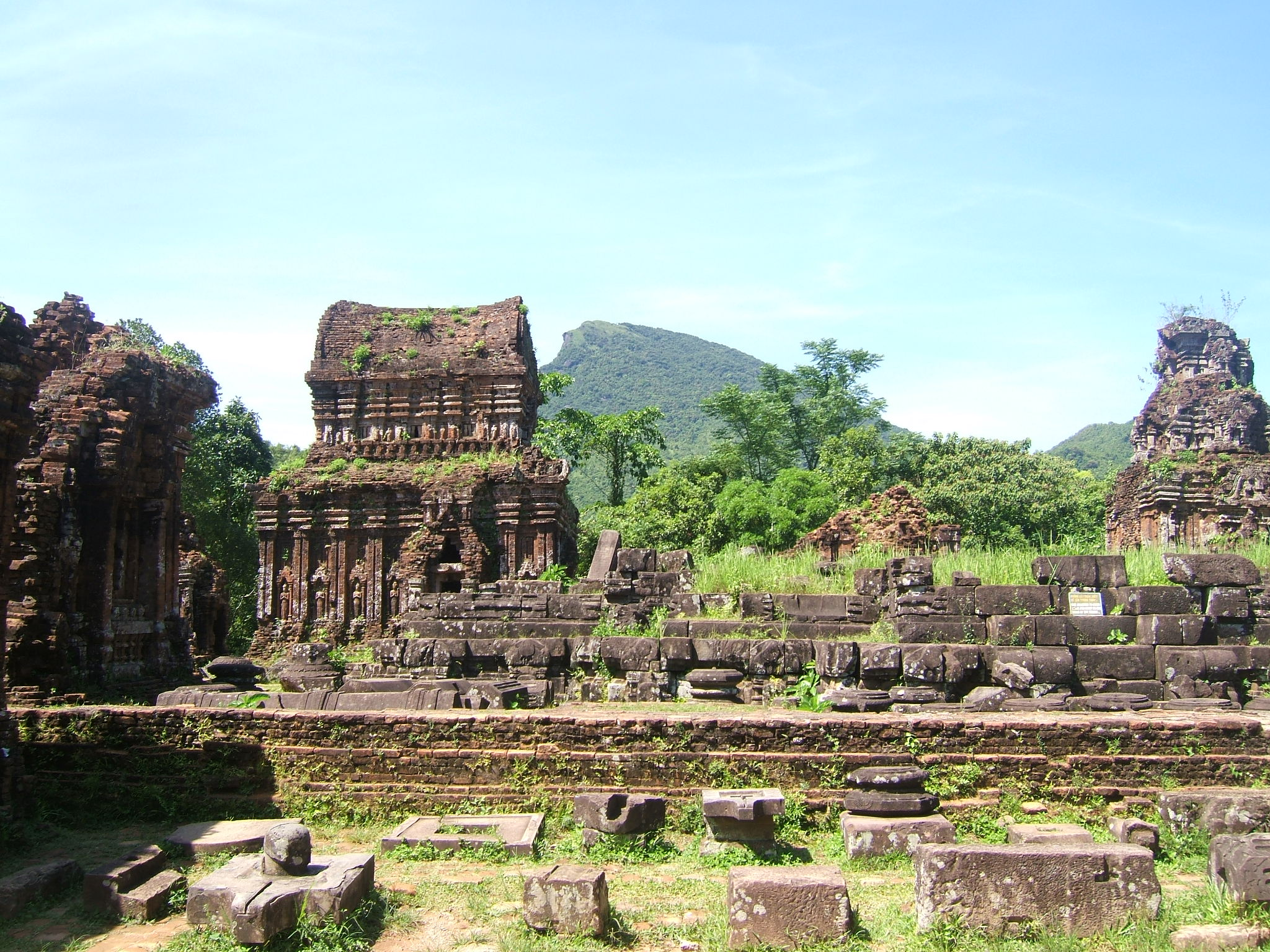
Башня в Мишоне

В списке объектов Всемирного наследия ЮНЕСКО во Вьетнаме значатся 7 наименований (из них 2 — природных объекта):
- Хойан: древний город;
- Комплекс памятников Хюэ: комплекс монументов в бывшем столичном городе;
- Мишон: древний храмовый комплекс тямской цивилизации;
- Ханойская цитадель;
- Цитадель династии Хо;
- Фонгня-Кебанг — пещеры;
- Бухта Халонг — бухта в Тонкинском заливе.

### Нематериальное культурное наследие
Представительный список:
- Вьетнамская придворная музыка «няняк» (2003, 2008);
- пространство культуры гонгов (2005, 2008) — игра на гонгах;
- Народное пение «куанхо»[вьет.] провинции Бакнинь (2009);
- Фестиваль Зёнга в храмах Фыдонг и Шок (2010);
- Пение соан[англ.] (2011);
- Поклонение королям-Хунгам в Футхо (2012);
- Искусство музыки донкайтайты[вьет.] и пения в Южном Вьетнаме (2013);
- мелодии «ви» и «зам»[вьет.] Нгеана (2014).

Список объектов, нуждающихся в срочной защите:
- Пение «качу» (2009).